# 불 (소설)
불은 현진건의 단편소설이다. 자연주의 내지 사실주의 경향의 대표작의 하나이다. 내용은 하층계급의 인습적인 가족제도에서 취재. 나이 어린 며느리에 대한 시어머니의 지나친 학대와 노동, 그리고 밤이면 나이 많은 남편에게 받는 시달림으로 결국은 견딜 수 없어 집에 불을 지른다는 이야기이다. 민며느리의 심리적인 갈등이 세련된 문장으로 그려져 있고, 작자의 사실적인 역량이 반영되고 있다.